# Aufdruck (Philatelie)
Unter Aufdruck versteht man in der Philatelie das Bedrucken einer Briefmarke mit Texten oder Wertangaben.
Ein Aufdruck kann verschiedene Gründe haben. Die häufigsten sind:
- Änderung der Wertstufe
- Änderung der Währungseinheit
- Änderung des Verwendungszweckes (z. B. eine Freimarke wird mit „Dienstmarke“ bedruckt und so zu einer solchen umfunktioniert)
- Änderung der Landesbezeichnung (z. B. „Deutsches Reich“ in „Österreich“)

Aufdrucke sind meistens in schwarzer Farbe. Es existieren jedoch auch Aufdrucke in anderen Farben. Da sie oft in Eile hergestellt werden, kommt es häufig zu Abarten (vgl. Aufdruckfehler).
Aufdrucke kommen auch bei Geldscheinen vor.